# Miró I di Rossiglione
Miró, o Mirone detto il Vecchio (... – dopo l'899), è stato un nobile franco, conte di Rossiglione e di Conflent, dall’878, sino alla morte.

## Origine
Sulle sue origini, secondo lo storico Ramon d'Abadal egli era il figlio terzogenito di Sunifredo I, conte di Urgell, Cerdagna, Osona, Besalú, Narbona, Béziers e Nîmes, duca di Settimania e marchese della marca di Spagna e di Ermessinda, deducendolo da un documento dell'abbazia di Lagrasse, datato 878, in cgi si fa riferimento a Mirone e ai suoi quattro fratelli (Sesenanda, Sunicfredus, Wifredus comes, Radulfus comes, Miro comes), come figli di Sunifredo ed Ermessinda (Sunicfredi genitoris nostri vel domnæ Ermesinde genititricis nostræ). Suo fratello maggiore era Goffredo il Villoso che fu conte d'Urgell, della Cerdagna, di Gerona, di Conflent, d'Osona, e fu il primo conte indipendente (l'indipendenza formale si ebbe solo circa 100 anni dopo, nel 988, col conte Borrell II) di Barcellona ed è considerato il fondatore della Catalogna.

## Biografia
Di Mirone si hanno scarse notizie.
Il re dei Franchi occidentali, Carlo il Calvo, che aveva avuto la meglio su Pipino II di Aquitania, dopo la morte del conte Salomó d'Urgell (personaggio semi-sconosciuto), nell'870, durante l'Assemblea di Attigny, nominò suo fratello, Goffredo Conte di Urgell, Conte di Conflent e conte di Cerdagna e dopo che Goffredo si era schierato con Carlo il Calvo per sedare la ribellione (marzo-aprile 878) di Bernardo di Gotia, tutte le cariche ricoperte da quest'ultimo, Conte di Barcellona, Osona, Narbona, Agde, Magalona, Béziers e Nîmes passarono a Goffredo, mentre a Mirò il fratello lasciò il Rossiglione ed il Conflent, che già amministrava dall'870.
Nella Histoire Générale de Languedoc si narra che, nell'873, Mirone ed il fratello, Goffredo, fondarono una chiesa di Notre-Dame a Formiguera.
Mirone compare in due documenti di donazioni della Marca Hispanica: uno dell'882 ed un secondo dell'885, in cui è citato assieme al fratello, Rodolfo, alla madre e alla moglie.
Molto probabilmente Mirone divenne anche conte di Besalú e Cerdagna, in quanto in un documento, dell'892, della Colección diplomática del Condado de Besalú viene citato come conte di Besalú e Cerdagna.
In un altro documento sempre della Colección diplomática del Condado de Besalú risulta che Mirone era ancora in vita, nell'899.

## Matrimonio e discendenza
Di Mirò si conosce il nome della moglie, Cixilona, sposata prima dell'885, come risulta dal documento della Marca Hispanica già citato, da cui ebbe una figlia:
- Gotlana († dopo il 4 marzo 916) che sposò il conte di Empúries, Bencione.

## Ascendenza
|                           |                          |                  | Genitori |  |  | Nonni |  |  | Bisnonni |  |  | Trisnonni |  |
|                           |                          |                  |          |  |  |       |  |  | …        |  |  | …         |  |
|                           |                          |                  |          |  |  |       |  |  | …        |  |  | …         |  |
|                           |                          | …                |          |  |  |       |  |  | …        |  |  |           |  |
| Borrell di Osona          |                          |                  |          |  |  |       |  |  | …        |  |  |           |  |
|                           |                          | …                | …        |  |  |       |  |  |          |  |  |           |  |
|                           |                          | …                | …        |  |  |       |  |  |          |  |  |           |  |
|                           |                          | …                | …        |  |  |       |  |  |          |  |  |           |  |
| Sunifredo I di Barcellona |                          | …                |          |  |  |       |  |  |          |  |  |           |  |
|                           |                          | …                | …        |  |  |       |  |  |          |  |  |           |  |
|                           |                          | …                | …        |  |  |       |  |  |          |  |  |           |  |
|                           |                          | …                | …        |  |  |       |  |  |          |  |  |           |  |
| …                         |                          | …                |          |  |  |       |  |  |          |  |  |           |  |
|                           |                          | …                | …        |  |  |       |  |  |          |  |  |           |  |
|                           |                          | …                | …        |  |  |       |  |  |          |  |  |           |  |
|                           |                          | …                | …        |  |  |       |  |  |          |  |  |           |  |
| Miró I di Rossiglione     |                          | …                |          |  |  |       |  |  |          |  |  |           |  |
|                           | Enguerrand delle Fiandre | Carlo il Giovane |          |  |  |       |  |  |          |  |  |           |  |
|                           | Enguerrand delle Fiandre | Carlo il Giovane |          |  |  |       |  |  |          |  |  |           |  |
|                           | Enguerrand delle Fiandre | …                |          |  |  |       |  |  |          |  |  |           |  |
| Odacre                    | Enguerrand delle Fiandre |                  |          |  |  |       |  |  |          |  |  |           |  |
|                           |                          | …                | …        |  |  |       |  |  |          |  |  |           |  |
|                           |                          | …                | …        |  |  |       |  |  |          |  |  |           |  |
|                           |                          | …                | …        |  |  |       |  |  |          |  |  |           |  |
| Ermessinda                |                          | …                |          |  |  |       |  |  |          |  |  |           |  |
|                           |                          | …                | …        |  |  |       |  |  |          |  |  |           |  |
|                           |                          | …                | …        |  |  |       |  |  |          |  |  |           |  |
|                           |                          | …                | …        |  |  |       |  |  |          |  |  |           |  |
| …                         |                          | …                |          |  |  |       |  |  |          |  |  |           |  |
|                           |                          | …                | …        |  |  |       |  |  |          |  |  |           |  |
|                           |                          | …                | …        |  |  |       |  |  |          |  |  |           |  |
|                           |                          | …                | …        |  |  |       |  |  |          |  |  |           |  |
|                           |                          | …                |          |  |  |       |  |  |          |  |  |           |  |

### Fonti primarie
- (LA) Histoire générale de Languedoc, tomus II.
- (LA) Colección diplomática del Condado de Besalú, tomus XV.

### Letteratura storiografica
- René Poupardin, I regni carolingi (840-918), in «Storia del mondo medievale», vol. II, 1999, pp. 583–635
- (EN) County of Rossellò, su grec.net. URL consultato il 17 dicembre 2012 (archiviato dall'url originale il 25 gennaio 2021).